# Ціпу

Дошка cянці з китайською нумерацією вертикалей

Ціпу (кит. 棋譜 "запис партії") - спосіб запису партії в сянці. 
Існують китайська і міжнародна нотації партій в сянці; в обох випадках кожен хід гравця записується чотирма символами.
Китайська нотація сянці створювалася століттями; відомі кілька джерел ціпу XVI віку (див. zh:中國象棋棋譜 [Архівовано 25 грудня 2016 у Wayback Machine.]).
Міжнародна нотація, з XX століття стихійно застосовувалася європейськими та американськими гравцями в сянці, була офіційно стверджена Всесвітньою федерацією сянці та приведена «Міжнародних правилах сянці», що були видані організацією у 2018 році. 

## Нотація

### Фігури
Примітка: в матеріалах Chinese Chess Institute (CCI) можуть використовуватися такі символи фігур: Радник - G, слон - B, кінь - N (інші без змін). CCI базується в США; використовувана цією організацією альтернативна нотація на Заході прийнята менше, але все ж зустрічається.

### Числа
Вертикалі в ціпу нумеруються справа наліво для кожного гравця, якщо дивитися з його боку. Таким чином, вертикаль 1 чорних 一 це вертикаль 9 червоних, вертикаль 2 чорних 一 8 червоних, і т. д. 
Чисельні позначення ходів червоних в сучасній китайській ціпу вказуються китайськими ієрогліфами-цифрами (一,二,三,四,五,六,七,八,九), а чорних 一 арабськими цифрами (1一9). В європейській ціпу всі цифри 一 арабські. 

### Власне нотація
Запис ходу суворо по вертикалі: ФВНП, де: 
- Ф 一 фігура,
- В 一 номер вертикалі (з боку гравця, що робить хід),
- Н 一 символ напрямку,
- П 一 переміщення (кількість пунктів, на які фігура переміщується).

Запис ходу зі зміною вертикалі: ФВН, де: 
- Ф 一 фігура,
- В 一 номер вертикалі до і після ходу,
- Н 一 символ напрямку.

Коли на одній вертикалі є 2 фігури одного типу та кольору, для їх ходів використовуються додаткові символи: 
- 前 一 хід передньої з фігур
- 後 一 хід задньої з фігур.

Запис ходу при цьому така: 前ФНА / 後ФНА (в китайській нотації) та Ф+НА / Ф-НА (в міжнародній нотації; іноді +ФНА / -ФНА), де 
- А 一 переміщення (при вертикальному ході) або кінцева вертикаль (при невертикальному ході).

## Приклад китайського ціпу
| 01. 炮八平五馬2進3 | 02. 馬八進七馬8進7 | 03. 車九平八車1平2 | 04. 馬二進一卒3進1 | 05. 炮二平三車9平8  |
| 06. 車一平二炮2進4 | 07. 車二進六炮8平9 | 08. 車二平三車8進2 | 09. 車三退二馬7進8 | 10. 車三平二馬8退6  |
| 11. 車二平四馬6進8 | 12. 車四平二馬8退6 | 13. 車二平四馬6進8 | 14. 炮三進七士6進5 | 15. 車四平三車8平6  |
| 16. 兵七進一馬8進9 | 17. 車三平二象3進5 | 18. 炮三平一卒3進1 | 19. 車二平七車6進6 | 20. 仕四進五車6平8  |
| 21. 馬七進八炮2平4 | 22. 炮五平八馬3進2 | 23. 車七平五炮4平2 | 24. 炮八平六卒5進1 | 25. 車五進一馬2進4  |
| 26. 馬八進六車2進4 | 27. 車五進二炮2進1 | 28. 車五平三炮2平9 | 29. 車三進二士5退6 | 30. 馬六進八前炮平7 |
| 31. 車八進五馬4退2 | 32. 炮六平五炮9平5 | 33. 車三退一士6進5 | 34. 車三平四炮5進5 | 35. 帥五平四車8平6  |
| 36. 帥四進一炮5平2 | 37. 馬八進七(紅勝) |                    |                    |                     |

## Ціпу цієї ж партії в міжнародній нотації
| 01. C8 = 5 H2 + 3 | 02. H8 + 7 H8 + 7 | 03. R9 = 8 R1 = 2 | 04. R2 + 1 P3 + 1 | 05. C2 = 3 R9 = 8  |
| 06. R1 = 2 C2 + 4 | 07. R2 + 6 C8 = 9 | 08. R2 = 3 R8 + 2 | 09. R3-2 H7 + 8   | 10. R3 = 2 R8-6    |
| 11. R2 = 4 R6 + 8 | 12. R4 = 2 H8-6   | 13. R2 = 4 H6 + 8 | 14. C3 + 7 A6 + 5 | 15. R4 = 3 R8 = 6  |
| 16. P7 + 1 H8 + 9 | 17. R3 = 2 B3 + 5 | 18. C3 = 1 P3 + 1 | 19. R2 = 7 R6 + 6 | 20. A4 + 5 R6 = 8  |
| 21. H7 + 8 C2 = 4 | 22. C5 = 8 H3 + 2 | 23. R7 = 5 C4 = 2 | 24. C8 = 6 P5 + 1 | 25. R5 + 1 H2 + 4  |
| 26. H8 + 6 R2 + 4 | 27. R5 + 2 C2 + 1 | 28. R5 = 3 C2 = 9 | 29. R3 + 2 A5-6   | 30. H6 + 8 C + = 7 |
| 31. R8 + 5 H4-2   | 32. C6 = 5 C9 = 5 | 33. R3-1 A6 + 5   | 34. R3 = 4 C5 + 5 | 35. K5 = 4 R8 = 6  |
| 36. K4 + 1 C5 = 2 | 37. H8 + 7 (1-0)  |                   |                   |                    |